# Benisoda
Benisoda (en valenciano y oficialmente, Benissoda) es un municipio de la Comunidad Valenciana, España. Perteneciente a la provincia de Valencia, en la comarca del Valle de Albaida. Cuenta con una población de 485 habitantes (INE 2024).

## Geografía

Localización de Benisoda con respecto a la comarca del Valle de Albaida

Situado al suroeste del Valle de Albaida, en la vertiente norte de la sierra de Agullent. La superficie del término es ondulada, con alturas inferiores a 500 m.; los montes más importantes son: Llombo, Bonaire y Vista Bella. Corren por el término el barranco de Baladrar y el de Benissoda, con un pequeño pantano que regula los riegos. El pueblo está situado en un montículo, junto a la carretera.
El clima es templado, con inviernos fríos; los vientos dominantes son el levante y la tramontana; el primero es el que trae las lluvias, generalmente de diciembre a febrero.
Desde Valencia, se accede a esta localidad a través de la A-7 para enlazar con la CV-40.

### Localidades limítrofes
El término municipal de Benissoda limita con las siguientes localidades: al norte y oeste con Agullent, al norte y este con Albaida (ambos municipios de la provincia de Valencia) y al sur con Agres, municipio de la provincia de Alicante.

## Historia
Aunque en el término municipal de Benissoda existen vestigios de antiguos corrales de ganado íberos de la Edad del Bronce Valenciano, todo parece apuntar a que el primer establecimiento como núcleo poblacional con identidad propia se produce con la conquista musulmana de estas tierras. Así, Benissoda debió ser una alquería islámica que, tras la conquista por el rey Jaume I, fue donada en 1271 al caballero Pere Rodríguez o Roís de Corella.
Transcurridos los años entró a formar parte del Marquesado de Albaida (constituido en 1605 cuando Felipe III eleva el título de Condado de Albayda, el cual se le había concedido a Jaime de Milá y Borja en 1478).
Los mudéjares de la corona de Aragón (valencianos, aragoneses y catalanes) fueron conminados a bautizarse o ser expulsados en el otoño de 1525, por un decreto de Carlos V, y así Benissoda pasó a ser un lugar de moriscos, convirtiendo en 1535 la antigua mezquita en rectoría de moriscos, dependiente de la parroquia de Albaida. No obstante, al crearse la parroquia del Aljorf (antiguo pueblo cercano, hoy barrio de Albaida desde su anexión en 1808) pasó a depender de ésta.
Tras la expulsión de los moriscos de Benissoda en el año 1609, la localidad, que contaba con 100 familias, quedó prácticamente deshabitada, por lo que fue repoblada por el entonces marqués de Albayda, Cristóbal de Milà de Aragón, con gentes de Albaida y de Agullent, cristianos viejos.
Antonio José de Cavanilles, en su obra Observaciones sobre la Historia Natural, Geografía, Agricultura, población y frutos del reyno de Valencia (1795-1797) se refería a este pueblo del siguiente modo: "Apenas había [en el Marquesado de Albaida] 800 familias en el año 1718, y al presente se cuentan 1512, de las quales hay 800 en Albayda, 50 en Bufali, 115 en Aljórf, 155 en el Palomar, 270 en Adsaneta, 47 en Carrícola, y 75 en Benisoda”.
Pascual Madoz, en su obra Diccionario geográfico-estadístico-histórico de España y sus posesiones de Ultramar (publicado entre 1845 y 1850) nos da valiosos datos de la época (mediado el siglo XIX) sobre la localidad:
“En 1718 componían el marquesado [de Albaida] 800 familias, y en la actualidad, según los datos oficiales, cuenta 1512 vecinos [es decir, familias]. Los pueblos que formaban este marquesado, todos se agregaron al partido judicial. de Albayda, menos Benisoda, que se incorporó al de Onteniente, sin duda por algún error, pues solo dista de Albayda medio cuarto de legua escaso, y más de 1 1/2 leguas de Onteniente.
BENISODA: localidad con ayuntamiento en la provincia, audiencia territorial, capitanía general y diócesis de Valencia (a 11 leguas), partido judicial de Albayda (a  ¼ de legua), SITUACIÓN: cerca de las montañas que rodean el valle de Albayda en un llano circuido hacia el N. por el barranco titulado de la Fuente: le combaten principalmente los vientos E. y O., y su clima es templado y muy saludable. Tiene 60 casas de fábrica regular, horno de pan cocer, enseñanza de niñas que pagan á la maestra una retribución mensual: iglesia de la Natividad de Ntra. Sra. aneja de la parroquia de Aljorf, y servida por un vicario ó teniente de cura: cementerio en paraje ventilado, y una fuente al O. del pueblo para surtido de los vecinos. Confina el término:.N. Ollería (l legua); E. Albayda (1/4 de legua); S. Agres (1 legua), y O. Agullent  (1/2 legua). Hay en él una casa de labranza, y al pie de las montañas brotan dos fuentes, cuyas aguas sirven para regar algunos trozos de terreno: este aunque montuoso en lo general, es muy fértil;  abraza 600 jornales de cultivo, de los que 50 se reputan de primera clase, 200 de segunda y los restando tercera. Una corta parte se destina á la siembra de cereales; gran porción hay plantada de viñas, y lo demás de olivos y algarrobos. Hay un solo camino que dirije desde Onteniente á Albayda en mal estado, y llamado impropiamente carretero, pues no es más que de herradura: el correo se recibe de Albayda dos veces á la semana por medio de valijero.
Población: 62 vecinos, 247 almas (…) El presupuesto municipal asciende á 1,795 reales, y se cubre con el importe o arriendo de una tienda de abacería, y lo que falta, por reparto entre los vecinos”.
Sobre Benissoda nos habla en 1922 Josep Sanchis Sivera, en su obra Nomenclátor geográfico-eclesiástico de los pueblos de la Diócesis de Valencia: “Benisoda, Beniçola, Benizoda, Bençola.- En tiempo de los árabes era una alquería, situada en el valle de Albaida, de la que D. Jaime I dió casas y tierras, juntamente con casas y tierras de otras alquerías, en 11 de septiembre de 1249, a Guillermo Gabeli y 35 hombres de los suyos, y a Arnaldo Saranyena y 25 hombres más. En 8 de agosto de 1271 concedió la alquería a Pedro Rodríguez o Ruiz de Corella. Cuando se erigió la parroquia de Aljorf, se le anexionó Benisoda en tiempo de Santo Tomás de Villanueva, cuya iglesia estaba destruida en 1574, ordenando el Beato Patriarca [el arzobispo Juan de Ribera 1532-1611] que se restaurara, y dedicándola a San Sebastián, para que en ella dijera el párroco segunda Misa los días festivos: constaba entonces de 45 casas de moriscos. En 1535 había sido erigida en rectoría de moriscos, separándose de Albaida, a cuya iglesia pertenecía. En 1757 se erigió en vicaría independiente, y en 1902 quedó como ayuda de primera de la parroquia de Albaida (---) El señorío de este lugar, que cuenta 380 habitantes, perteneció al marqués de Albaida, y en otro tiempo se fundían allí campanas. En el término hay muchas fuentes, viéndose restos de construcción árabe en la de la Palmera.”.'

## Demografía
Benisoda cuenta con una población de 485 habitantes (INE 2024).
| Gráfica de evolución demográfica de Benisoda entre 1842 y 2021                                                      |
| |
| Población de derecho según los censos de población del INE Población de hecho según los censos de población del INE |

## Economía
En la parte montañosa del término hay pinares y monte bajo, que se utilizan como pastos. Hay cultivos de regadío aprovechando las aguas de la fuente del Baladrar; se producen cereales, hortalizas y frutales. En el secano se cultivan algarrobos, olivos y vid, en campos escalonados.

## Administración y política
| Periodo   | Nombre                    | Partido           |
| --------- | ------------------------- | ----------------- |
| 1991-1995 | Ramon Lloret              | PP                |
| 1995-1999 | Salvador Roig Espí        | PSPV-PSOE         |
| 1999-2003 | Salvador Roig Espí        | PSPV-PSOE         |
| 2003-2007 | Salvador Roig Espí        | PSPV-PSOE         |
| 2007-2011 | Salvador Roig Espí        | PSPV-PSOE         |
| 2011-2015 | Antonio Espi              | PSPV-PSOE         |
| 2015-2019 | José Miguel Lluch Roig    | PP                |
| 2019-2023 | José Miguel Lluch Roig    | PP                |
| 2023-act. | María Remedios Espí Aragó | La Vall ens Uneix |

## Patrimonio
- Iglesia parroquial. Está dedicada a la Natividad de la Virgen María. La construcción de la iglesia empezó en 1597, siendo bendecida con la advocación de la Natividad de Nuestra Señora, el día 8 de septiembre de 1610.
- Museo Etnológico. Situado dentro de la población donde se pueden ver piezas y elementos del pasado.
- Paratge Natural de La Font de Baix.
- Lavadero.

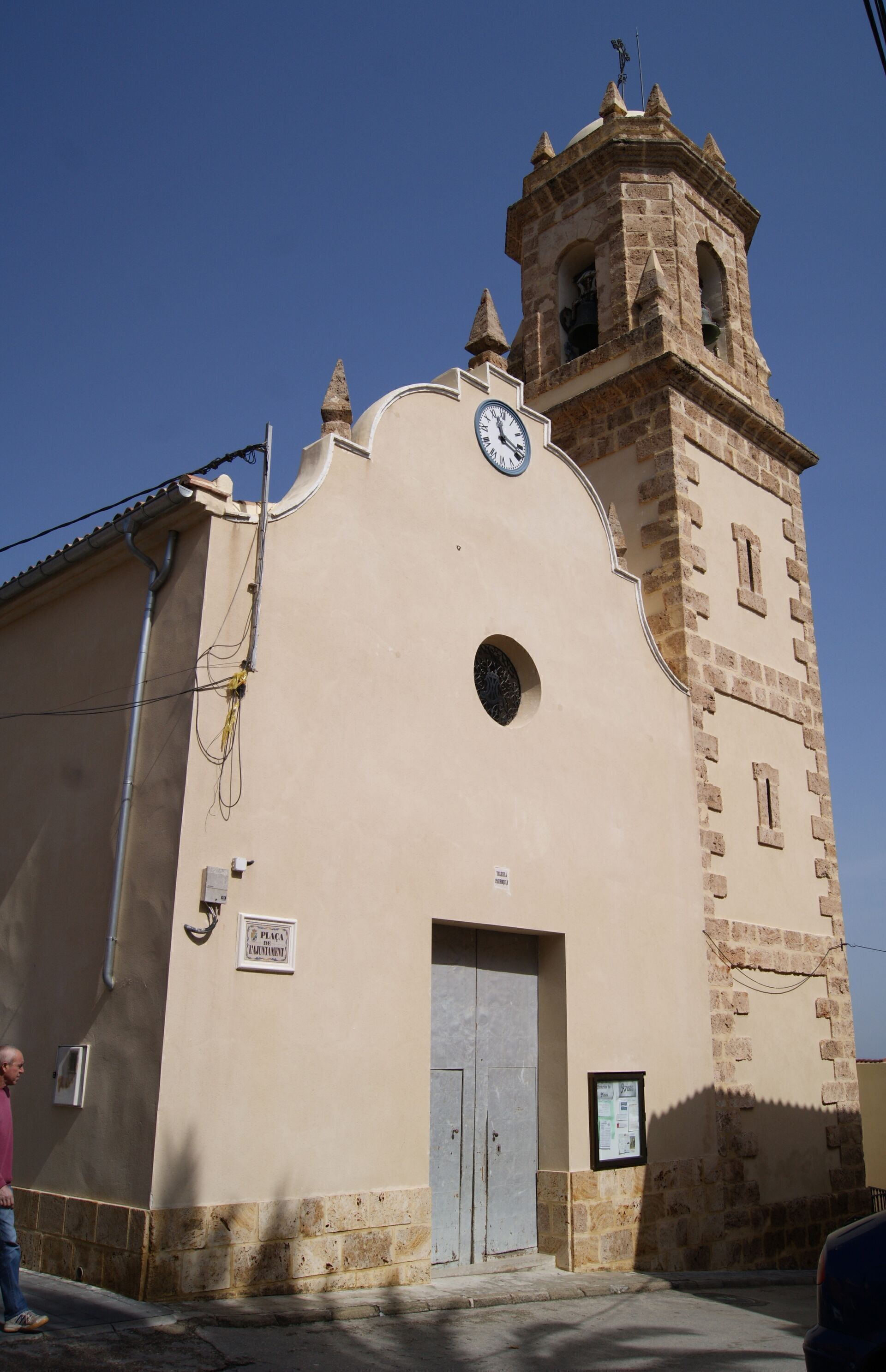
Iglesia de la Natividad de la Virgen María.
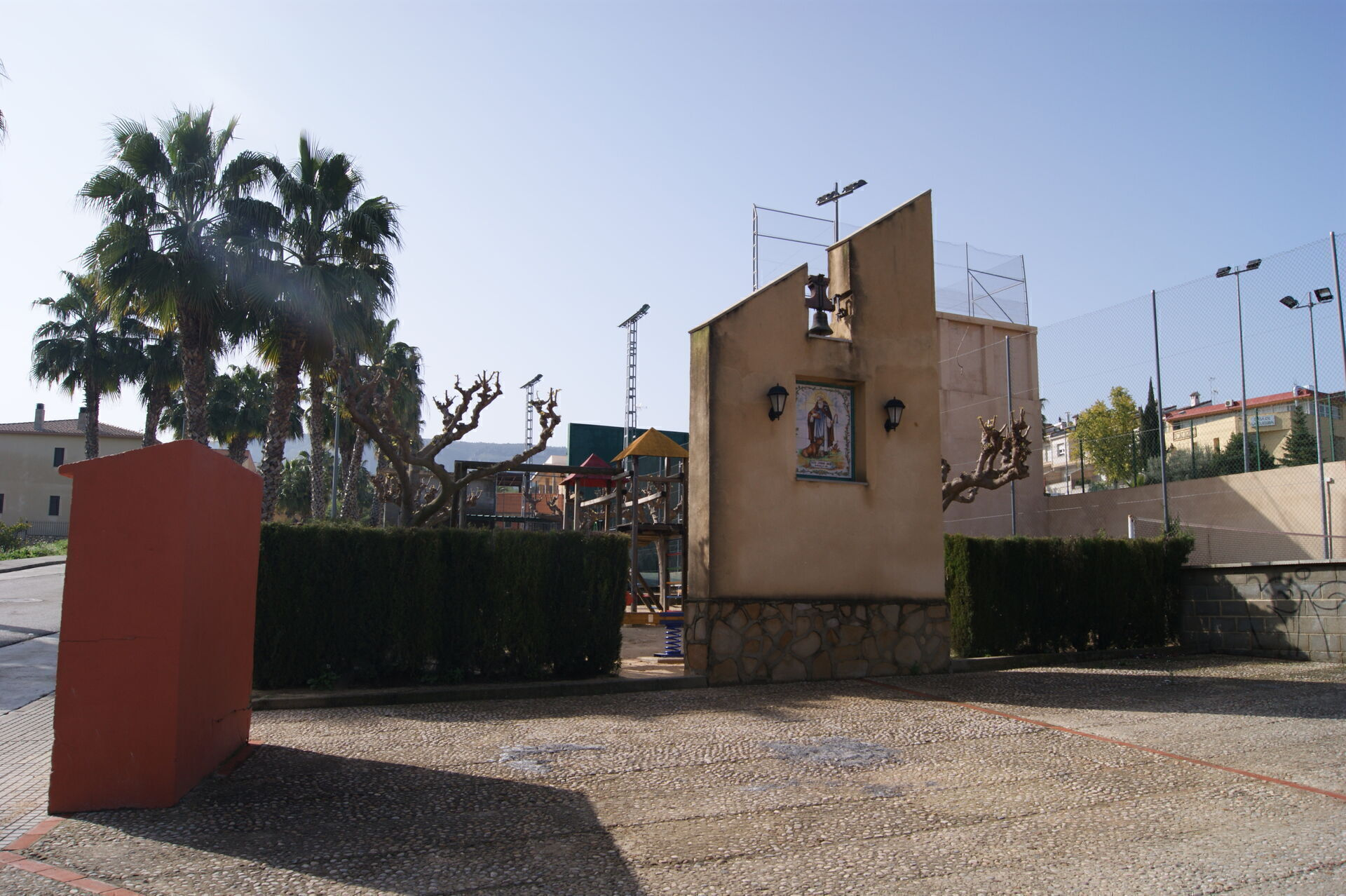
Plaza donde se quema la hoguera de S. Antonio
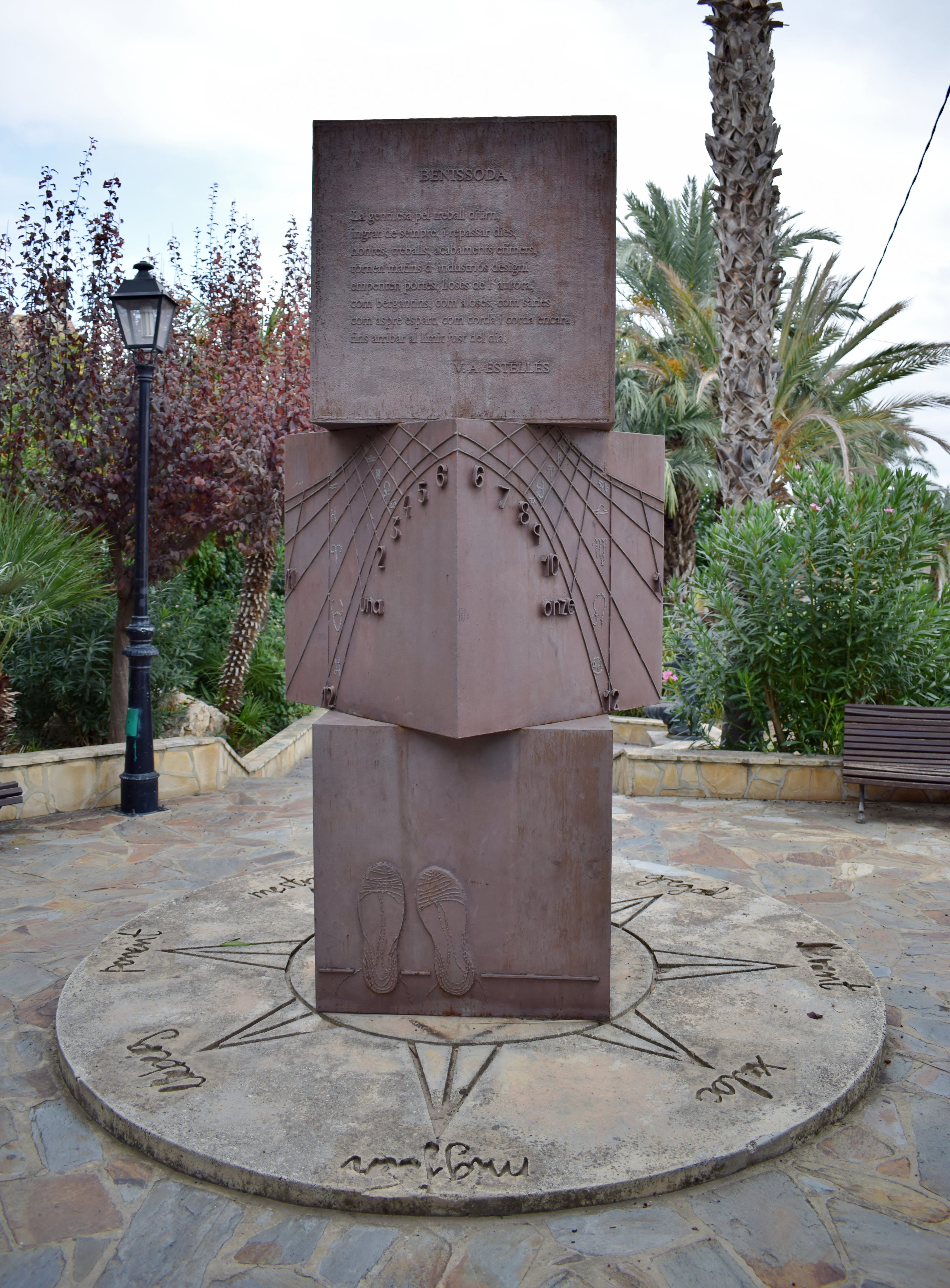
Reloj de sol
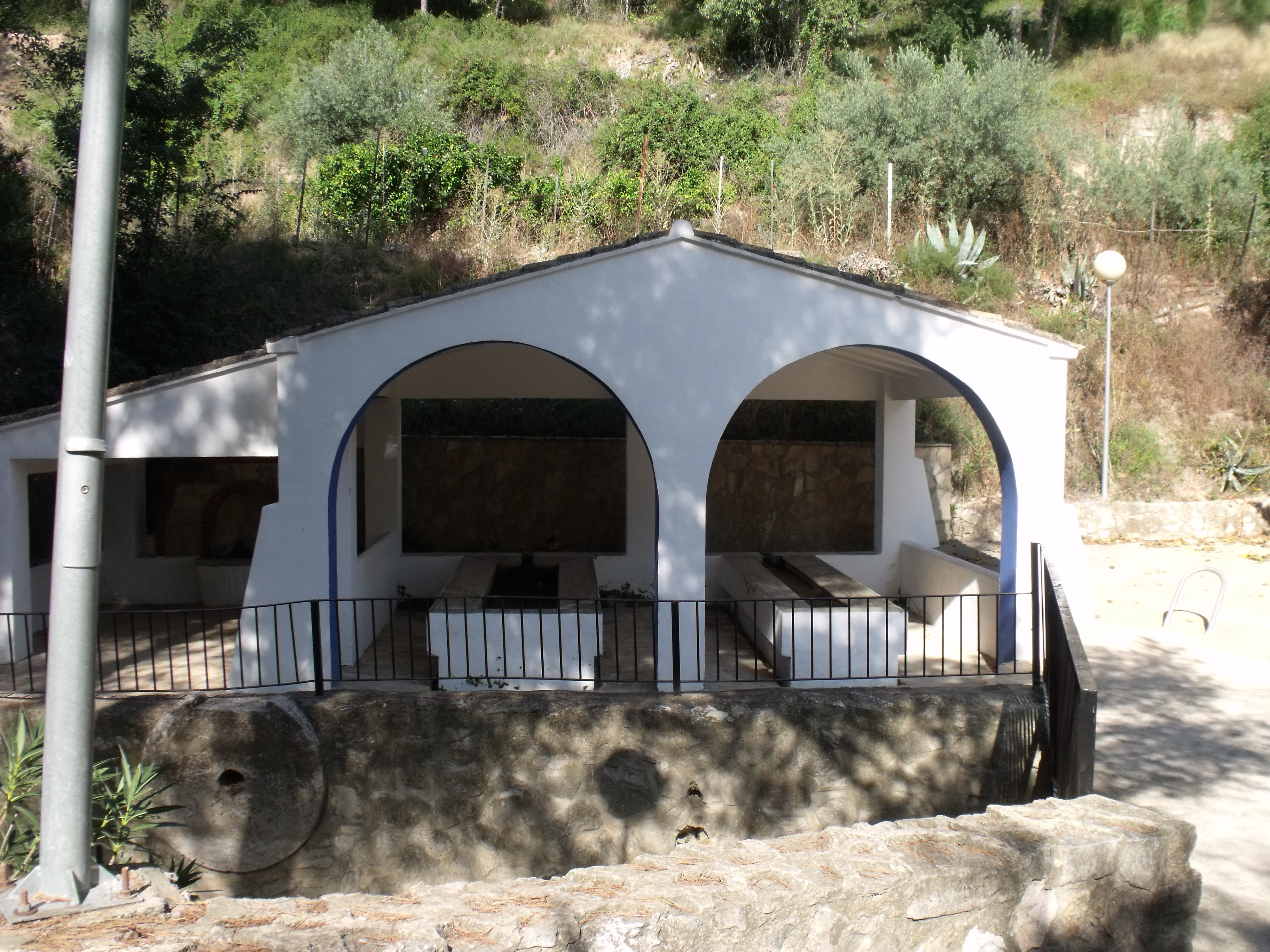
Paraje natural de la "Font de Baix
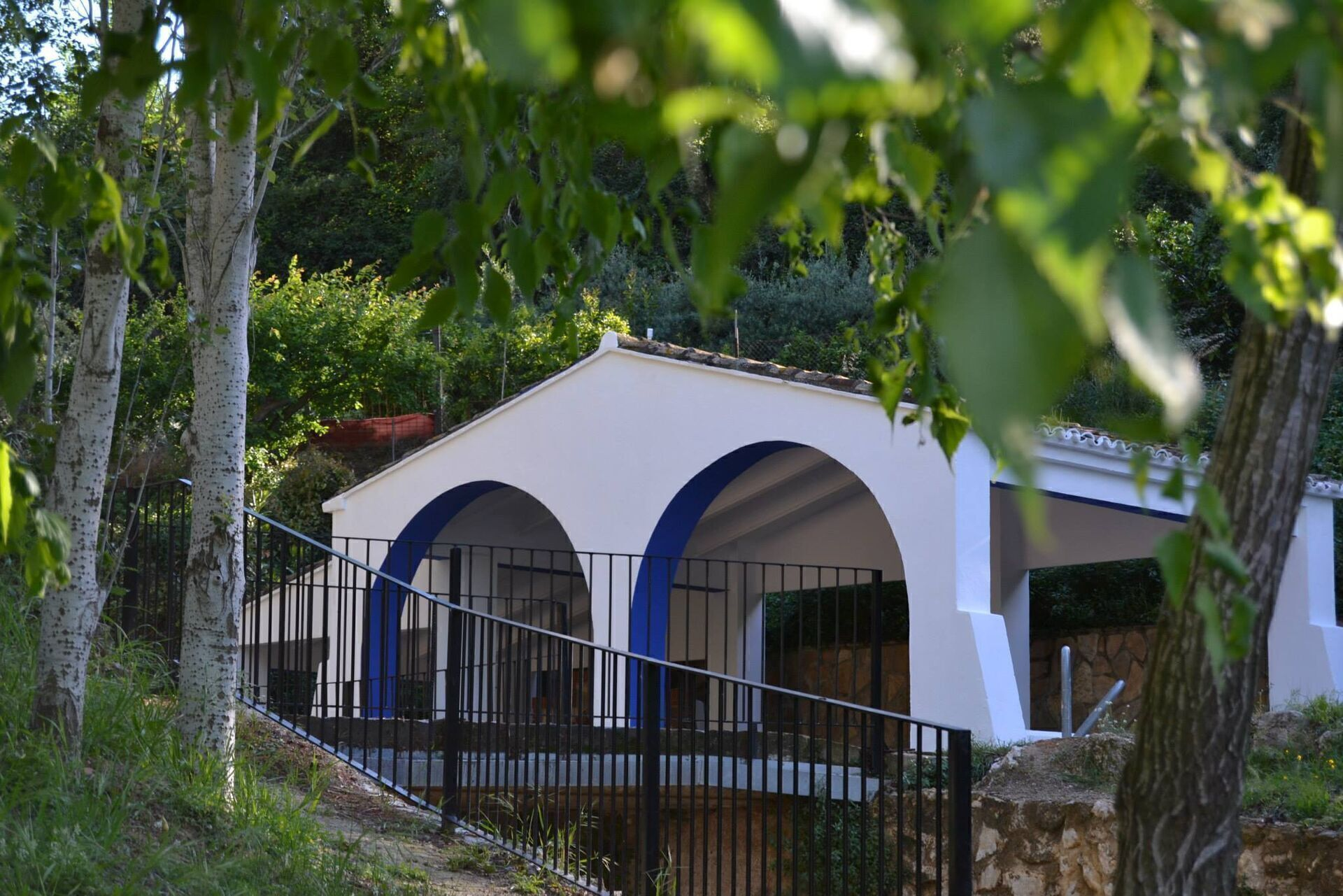
"Font de Baix"
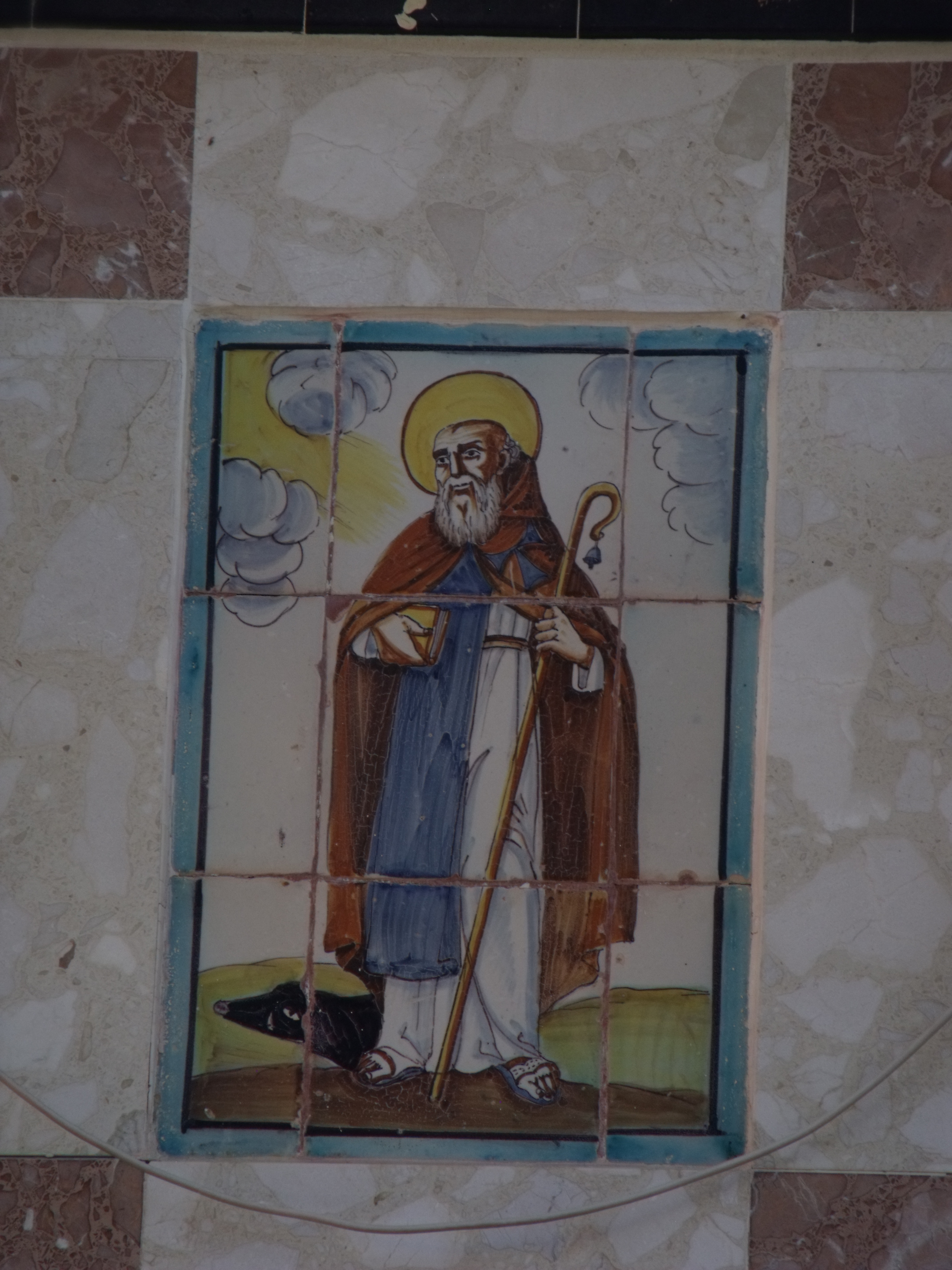
Retablo de San Antonio

## Fiestas locales
- Fiestas patronales. Celebra fiestas patronales a la Virgen del Rosario, Santo Domingo de Guzmán y Santa Bárbara la segunda quincena de agosto, sobre el día 15, en que cada día se dedica a un patrón con multitud de actos religiosos y lúdicos, destacan las procesiones, que tienen un recorrido diferente, ya que el santo pasa por la calle que lleva su nombre. Antiguamente se celebraban en el mes de septiembre, donde el día de la Natividad de Ntra. Sra. marcaba el calendario festivo. Monumento a San Antonio Abad.

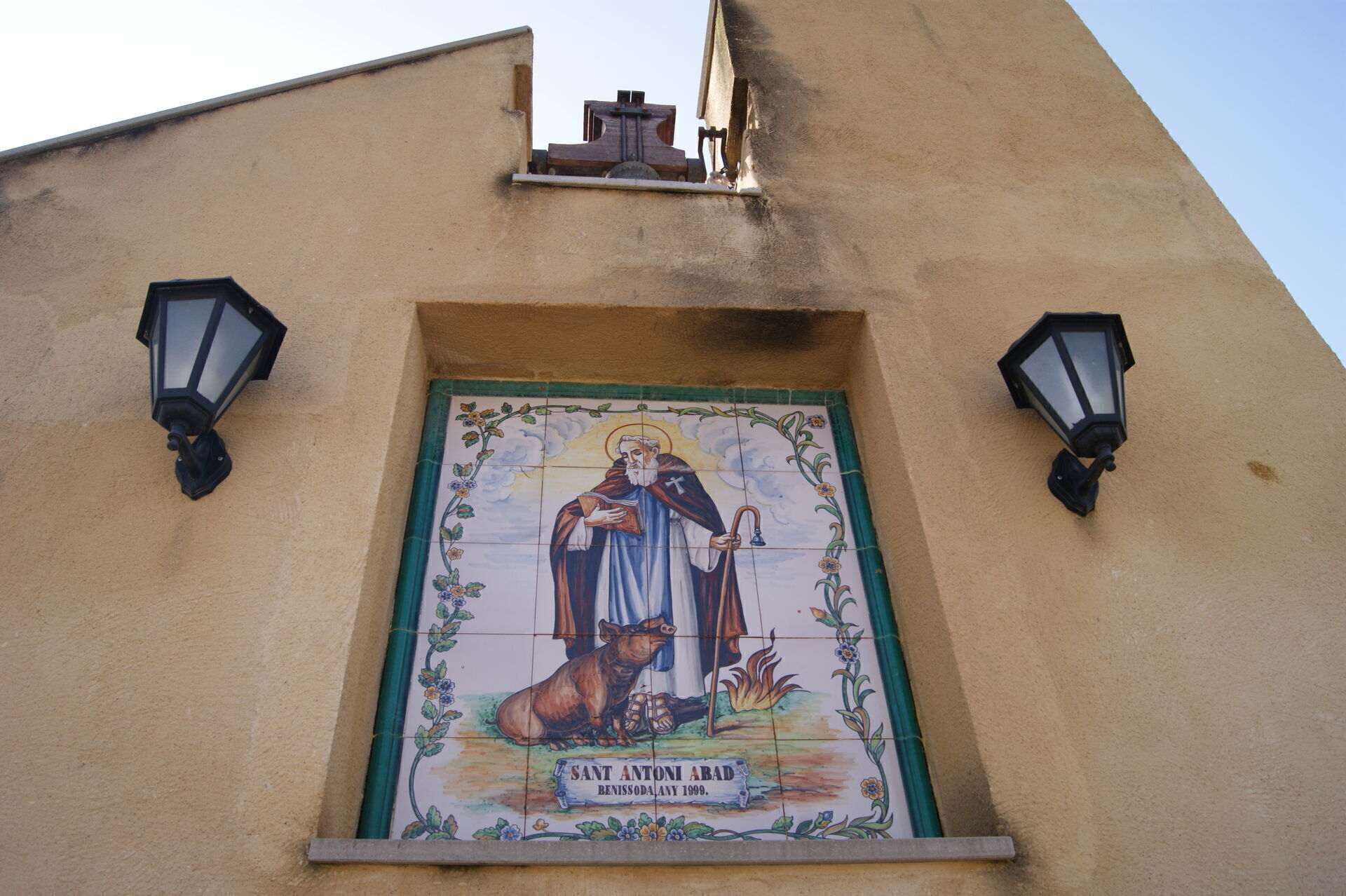
Monumento a San Antonio Abad.

- Fiestas de San Antonio Abad. El fin de semana más cercano al 17 de enero se celebra la festividad de Sant Antoni Abat, donde festeros y gente del pueblo montan la tradicional hoguera, esta fiesta es visitada por mucha gente de los pueblos vecinos. Aparte de la hoguera también se realiza la "plantà del pi del mig" la noche del viernes, el día de la hoguera, almuerzo popular y paella gigante para comer, luego por la noche cena de sobaquillo. El domingo es el día religioso, ya que tiene lugar la misa y procesión en honor a Sant Antoni, así como la bendición de animales y reparto de panes bendecidos, pero antes de todo esto, la pericana para almorzar, a la que acude mucha gente. También destacan los dos monumentos dedicados al Santo, con una campana pequeña que los más pequeños de la población voltean con mucha ilusion en sus fiestas, estos están situados donde se hace la hoguera actualmente, y donde se hacía antiguamente dentro del pueblo, en la plaza de San Antonio.